# Lucas Paquetá
Lucas Tolentino Coelho de Lima, noto come Lucas Paquetá (Rio de Janeiro, 27 agosto 1997) è un calciatore brasiliano, centrocampista del West Ham Utd e della nazionale brasiliana.

## Biografia
Ha un fratello, Matheus, anch'egli calciatore.

## Caratteristiche tecniche
Trequartista o mezzala sinistra, è dotato di buona fisicità, ottime qualità tecniche e una grande visione di gioco. È capace di usare bene entrambi i piedi per calciare la palla e metterla in rete, tuttavia il suo piede forte è il mancino, riesce a far valere al meglio le sue capacità realizzative dalla corta-media distanza, possiede anche un buon tiro di testa, affidabile pure nei calci di rigore. In Brasile è stato accostato ai connazionali Neymar e Kaká.

## Carriera

### Club

#### Flamengo

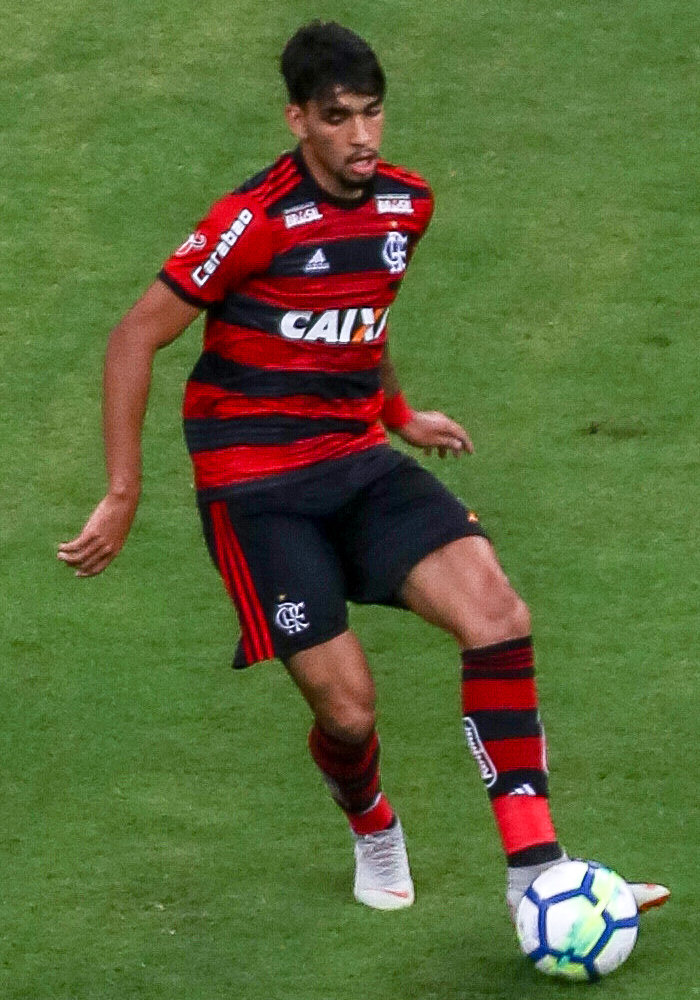
Paquetá in campo con il Flamengo nella sfida di campionato contro il del 15 ottobre 2018.

Entra nelle giovanili del Flamengo nel 2007, all'età di 10 anni. Di corporatura esile, all'età di 15 anni era alto 153 cm, al di sotto del peso medio dei suoi coetanei, a causa di un problema alle ossa che ne ostacolava la crescita. Fu sottoposto a trattamenti specifici per risolvere il problema e nei tre anni successivi crebbe di 27 cm.
Con la squadra juniores del Flamengo vince la Copa São Paulo de Futebol Júnior 2016 e nel marzo 2016, al termine della competizione, è integrato nella rosa della prima squadra. Firma un contratto valido sino al 31 dicembre 2020 con una clausola rescissoria di 50 milioni di euro.
Il 5 marzo 2016 debutta con la prima squadra giocando da titolare la partita vinta per 3-1 contro il Bangu, valida per il Campionato Carioca 2016. Il 19 febbraio 2017 segna il suo primo gol con il Flamengo nella partita vinta per 4-0 contro il Madureira allo stadio Raulino de Oliveira di Volta Redonda. Il 28 maggio 2017 debutta in Série A nel match pareggiato 1-1 contro l'Atlético Mineiro.
Con l'assenza di Paolo Guerrero, convocato nella nazionale peruviana, l'infortunio di Felipe Vizeu e la cessione di Leandro Damião all'Internacional, il nuovo tecnico Reinaldo Rueda, subentrato a metà stagione, sceglie di schierare Paquetá come falso nueve. Il calciatore ha così più possibilità di mostrare le proprie qualità.
Nella nuova posizione in campo, Paquetá si mette in luce e va a segno nella finale della Coppa del Brasile 2017, nel match finito col punteggio di 1-1 contro il Cruzeiro allo stadio Maracanã di Rio de Janeiro e nella finale di Coppa Sudamericana 2017 contro gli argentini dell'Independiente, finita anch'essa con il risultato di 1-1 al Maracanã. Da entrambe le partite il Flamengo esce da finalista sconfitto. Nella finale di Coppa Sudamericana, Paquetá è nominato miglior giocatore dei suoi. Insieme al veterano Juan è uno dei punti di forza della squadra brasiliana nel 2017.
Nel Campionato Carioca 2018 è eletto migliore ala sinistra del torneo ed è l'unico calciatore del Flamengo a figurare nella "squadra ideale" del torneo.

#### Milan
Il 4 gennaio 2019 viene annunciato il suo passaggio a titolo definitivo al Milan; secondo le indiscrezioni di stampa, il costo del trasferimento sarebbe pari a 35 milioni di euro più bonus. Debutta con la maglia rossonera il 12 gennaio 2019 allo Stadio Luigi Ferraris di Genova, giocando da titolare contro la Sampdoria (0-2 dopo i tempi supplementari) negli ottavi di finale di Coppa Italia. È schierato da titolare anche nella successiva sfida di Supercoppa italiana contro la Juventus a Gedda. Il 21 gennaio 2019 esordisce in Serie A, sempre allo stadio Ferraris, contro il Genoa (partita vinta per 2-0 dai rossoneri). Il 10 febbraio mette a segno il suo primo gol con il Milan, durante la partita interna contro il Cagliari, contribuendo alla vittoria per 3-0.
Dopo una buona prima stagione, nella seconda perde il posto da titolare finendo ai margini della rosa a causa di un rendimento non all'altezza.

#### Olympique Lione
Il 30 settembre 2020 firma un contratto di cinque anni con i francesi dell'Olympique Lione, che lo acquista dal Milan per 21 milioni di euro più una percentuale su una futura rivendita; il giocatore firma un accordo quinquennale e sceglie di indossare la maglia numero 12. La sua prima stagione è molto positiva visto che segna 10 reti e serve 7 assist in 34 presenze e viene inserito nella Top 11 del torneo.
Per la stagione 2021-22 passa dal 12 al 10, lasciato libero da Traoré, e il 22 agosto segna la sua prima rete, il 19 settembre invece sblocca la sfida col PSG che poi vincerà in rimonta per 2-1. Il 9 marzo 2022 sigla la sua prima rete in Europa League nella gara valida per l'andata degli ottavi di finale, vinta dal Lione.
Nella Ligue 1 2021-22, il centrocampista è stato eletto miglior giocatore straniero del campionato francese. L'elezione è stata effettuata con voto popolare ed è stata sostenuta da più di 20.000 persone. Paquetá, 25 anni, ha gareggiato con il difensore del PSG Marquinhos, il centrocampista ivoriano del Lens Fofana e il leader canadese del Lille Jonathan David.

#### West Ham United
Il 30 agosto 2022 viene ufficializzato il suo trasferimento al West Ham Utd, per circa 43 milioni di euro, cifra record nella storia del club.
Successivamente vince la UEFA Conference League il 7 giugno 2023.

### Nazionale

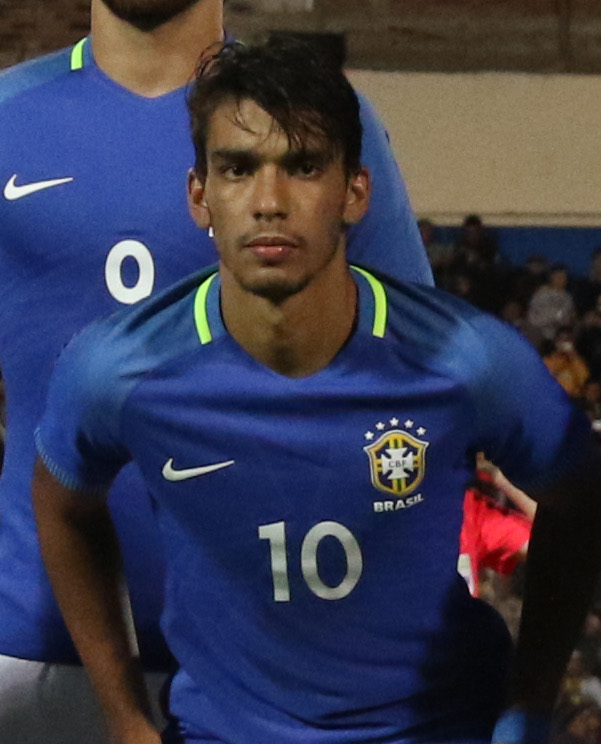
Paquetá con l'Under-20 brasiliana nel 2017

Il 1º aprile 2016 è convocato per la prima volta nella nazionale Under-20 brasiliana, con cui disputa due amichevole in Europa, andando a segno al debutto, il 4 settembre contro i pari età dell'Inghilterra. Nell'ottobre 2016 è convocato per un quadrangolare amichevole con i pari età di Ecuador, Uruguay e Cile.
All'età di 18 anni è selezionato dalla nazionale Under-23 brasiliana che si prepara alle Olimpiadi del 2016, in programma a Rio de Janeiro.
Con la nazionale Under-20 prende poi parte al campionato sudamericano Under-20 del 2017, collezionando 5 presenze.
Il 17 agosto 2018 riceve la prima convocazione nella nazionale maggiore, per l'amichevole contro El Salvador. Debutta con la selezione maggiore verdeoro il 7 settembre 2018 nell'amichevole vinta per 2-0 contro gli Stati Uniti, sostituendo al 71º minuto Philippe Coutinho. Il 23 marzo 2019 sigla la sua prima marcatura in maglia verdeoro contro Panama.
Viene poi convocato per la Copa América 2019 in cui (seppur giocando solo 5 minuti agli ottavi contro il Paraguay) si laurea campione dopo la finale vinta per 3-1 contro il Perù. Viene convocato anche per quella successiva, giocando due partite nel girone ma apparendo fuori forma. Nei quarti di finale, contro il Cile, subentra dalla panchina e dopo meno di un minuto realizza il gol che decide la sfida; nella semifinale contro il Perù è schierato titolare ed è ancora lui a segnare il gol della vittoria che manda la sua squadra in finale, dove il Brasile viene battuto dall'Argentina.

## Statistiche

### Presenze e reti nei club
Statistiche aggiornate al 19 maggio 2024
| Stagione               | Squadra                | Campionato             | Campionato | Campionato | Coppe nazionali | Coppe nazionali | Coppe nazionali | Coppe continentali | Coppe continentali | Coppe continentali | Altre coppe | Altre coppe | Altre coppe | Totale | Totale |
| Stagione               | Squadra                | Comp                   | Pres       | Reti       | Comp            | Pres            | Reti            | Comp               | Pres               | Reti               | Comp        | Pres        | Reti        | Pres   | Reti   |
| ---------------------- | ---------------------- | ---------------------- | ---------- | ---------- | --------------- | --------------- | --------------- | ------------------ | ------------------ | ------------------ | ----------- | ----------- | ----------- | ------ | ------ |
| 2016                   | Flamengo               | A1/RJ+A+PL             | 1+0+1      | 0          | CB              | 0               | 0               | CS                 | 0                  | 0                  | -           | -           | -           | 2      | 0      |
| 2017                   | Flamengo               | A1/RJ+A+PL             | 6+17+2     | 2+1+0      | CB              | 3               | 1               | CL+CS              | 0+9                | 2                  | -           | -           | -           | 37     | 6      |
| 2018                   | Flamengo               | A1/RJ+A                | 11+32      | 2+10       | CB              | 6               | 0               | CL                 | 7                  | 0                  | -           | -           | -           | 56     | 12     |
| Totale Flamengo        | Totale Flamengo        | Totale Flamengo        | 46+21+3    | 11+4+0     |                 | 9               | 1               |                    | 16                 | 2                  |             | -           | -           | 95     | 18     |
| gen.-giu. 2019         | Milan                  | A                      | 13         | 1          | CI              | 3               | 0               | UEL                | -                  | -                  | SI          | 1           | 0           | 17     | 1      |
| 2019-2020              | Milan                  | A                      | 24         | 0          | CI              | 3               | 0               | -                  | -                  | -                  | -           | -           | -           | 27     | 0      |
| Totale Milan           | Totale Milan           | Totale Milan           | 37         | 1          |                 | 6               | 0               |                    | -                  | -                  |             | 1           | 0           | 44     | 1      |
| 2020-2021              | Olympique Lione        | L1                     | 30         | 9          | CF              | 4               | 1               | -                  | -                  | -                  | -           | -           | -           | 34     | 10     |
| 2021-2022              | Olympique Lione        | L1                     | 35         | 9          | CF              | 1               | 0               | UEL                | 9                  | 2                  | -           | -           | -           | 45     | 11     |
| ago. 2022              | Olympique Lione        | L1                     | 2          | 0          | CF              | 0               | 0               | -                  | -                  | -                  | -           | -           | -           | 2      | 0      |
| Totale Olympique Lione | Totale Olympique Lione | Totale Olympique Lione | 67         | 18         |                 | 5               | 1               |                    | 9                  | 2                  |             | -           | -           | 81     | 21     |
| 2022-2023              | West Ham Utd           | PL                     | 28         | 4          | FACup+CdL       | 2+0             | 0               | UECL               | 11                 | 1                  | -           | -           | -           | 41     | 5      |
| 2023-2024              | West Ham Utd           | PL                     | 31         | 4          | FACup+CdL       | 1+2             | 0               | UEL                | 9                  | 4                  | -           | -           | -           | 43     | 8      |
| Totale West Ham        | Totale West Ham        | Totale West Ham        | 59         | 8          |                 | 5               | 0               |                    | 20                 | 5                  |             | -           | -           | 84     | 13     |
| Totale carriera        | Totale carriera        | Totale carriera        | 233        | 42         |                 | 25              | 2               |                    | 45                 | 9                  |             | 1           | 0           | 304    | 53     |

### Cronologia presenze e reti in nazionale
| Cronologia completa delle presenze e delle reti in nazionale ― Brasile | Cronologia completa delle presenze e delle reti in nazionale ― Brasile | Cronologia completa delle presenze e delle reti in nazionale ― Brasile | Cronologia completa delle presenze e delle reti in nazionale ― Brasile | Cronologia completa delle presenze e delle reti in nazionale ― Brasile | Cronologia completa delle presenze e delle reti in nazionale ― Brasile | Cronologia completa delle presenze e delle reti in nazionale ― Brasile | Cronologia completa delle presenze e delle reti in nazionale ― Brasile |
| Data                                                                   | Città                                                                  | In casa                                                                | Risultato                                                              | Ospiti                                                                 | Competizione                                                           | Reti                                                                   | Note                                                                   |
| ---------------------------------------------------------------------- | ---------------------------------------------------------------------- | ---------------------------------------------------------------------- | ---------------------------------------------------------------------- | ---------------------------------------------------------------------- | ---------------------------------------------------------------------- | ---------------------------------------------------------------------- | ---------------------------------------------------------------------- |
| 7-9-2018                                                               | East Rutherford                                                        | Stati Uniti                                                            | 0 – 2                                                                  | Brasile                                                                | Amichevole                                                             | -                                                                      | 71’                                                                    |
| 12-9-2018                                                              | Landover                                                               | Brasile                                                                | 5 – 0                                                                  | El Salvador                                                            | Amichevole                                                             | -                                                                      | 54’                                                                    |
| 23-3-2019                                                              | Porto                                                                  | Brasile                                                                | 1 – 1                                                                  | Panama                                                                 | Amichevole                                                             | 1                                                                      | 60’                                                                    |
| 26-3-2019                                                              | Praga                                                                  | Rep. Ceca                                                              | 1 – 3                                                                  | Brasile                                                                | Amichevole                                                             | -                                                                      | 46’                                                                    |
| 6-6-2019                                                               | Brasilia                                                               | Brasile                                                                | 2 – 0                                                                  | Qatar                                                                  | Amichevole                                                             | -                                                                      | 68’                                                                    |
| 27-6-2019                                                              | Porto Alegre                                                           | Brasile                                                                | 0 – 0 (4 – 3 dtr)                                                      | Paraguay                                                               | Coppa America 2019 - Quarti di finale                                  | -                                                                      | 85’                                                                    |
| 7-9-2019                                                               | Miami                                                                  | Brasile                                                                | 2 – 2                                                                  | Colombia                                                               | Amichevole                                                             | -                                                                      | 83’                                                                    |
| 11-9-2019                                                              | Los Angeles                                                            | Brasile                                                                | 0 – 1                                                                  | Perù                                                                   | Amichevole                                                             | -                                                                      | 64’                                                                    |
| 13-10-2019                                                             | Singapore                                                              | Brasile                                                                | 1 – 1                                                                  | Nigeria                                                                | Amichevole                                                             | -                                                                      | 88’                                                                    |
| 15-11-2019                                                             | Riyad                                                                  | Brasile                                                                | 0 – 1                                                                  | Argentina                                                              | Amichevole                                                             | -                                                                      | 46’                                                                    |
| 19-11-2019                                                             | Abu Dhabi                                                              | Brasile                                                                | 3 – 0                                                                  | Corea del Sud                                                          | Amichevole                                                             | 1                                                                      | 84’                                                                    |
| 13-11-2020                                                             | San Paolo                                                              | Brasile                                                                | 1 – 0                                                                  | Venezuela                                                              | Qual. Mondiali 2022                                                    | -                                                                      | 46’                                                                    |
| 17-11-2020                                                             | Montevideo                                                             | Uruguay                                                                | 0 – 2                                                                  | Brasile                                                                | Qual. Mondiali 2022                                                    | -                                                                      | 90+2’                                                                  |
| 4-6-2021                                                               | Porto Alegre                                                           | Brasile                                                                | 2 – 0                                                                  | Ecuador                                                                | Qual. Mondiali 2022                                                    | -                                                                      |                                                                        |
| 8-6-2021                                                               | Asunción                                                               | Paraguay                                                               | 0 – 2                                                                  | Brasile                                                                | Qual. Mondiali 2022                                                    | 1                                                                      | 46’                                                                    |
| 13-6-2021                                                              | Brasilia                                                               | Brasile                                                                | 3 – 0                                                                  | Venezuela                                                              | Coppa America 2021 - 1º turno                                          | -                                                                      | 46’                                                                    |
| 23-6-2021                                                              | Rio de Janeiro                                                         | Brasile                                                                | 2 – 1                                                                  | Colombia                                                               | Coppa America 2021 - 1º turno                                          | -                                                                      | 68’                                                                    |
| 27-6-2021                                                              | Goiânia                                                                | Brasile                                                                | 1 – 1                                                                  | Ecuador                                                                | Coppa America 2021 - 1º turno                                          | -                                                                      | 78’                                                                    |
| 2-7-2021                                                               | Rio de Janeiro                                                         | Brasile                                                                | 1 – 0                                                                  | Cile                                                                   | Coppa America 2021 - Quarti di finale                                  | 1                                                                      | 46’                                                                    |
| 5-7-2021                                                               | Rio de Janeiro                                                         | Brasile                                                                | 1 – 0                                                                  | Perù                                                                   | Coppa America 2021 - Semifinale                                        | 1                                                                      | 90+2’                                                                  |
| 10-7-2021                                                              | Rio de Janeiro                                                         | Argentina                                                              | 1 – 0                                                                  | Brasile                                                                | Coppa America 2021 - Finale                                            | -                                                                      | 72’ 76’                                                                |
| 2-9-2021                                                               | Santiago del Cile                                                      | Cile                                                                   | 0 – 1                                                                  | Brasile                                                                | Qual. Mondiali 2022                                                    | -                                                                      |                                                                        |
| 9-9-2021                                                               | Recife                                                                 | Brasile                                                                | 2 – 0                                                                  | Perù                                                                   | Qual. Mondiali 2022                                                    | -                                                                      | 57’                                                                    |
| 7-10-2021                                                              | Caracas                                                                | Venezuela                                                              | 1 – 3                                                                  | Brasile                                                                | Qual. Mondiali 2022                                                    | -                                                                      | 56’                                                                    |
| 10-10-2021                                                             | Barranquilla                                                           | Colombia                                                               | 0 – 0                                                                  | Brasile                                                                | Qual. Mondiali 2022                                                    | -                                                                      |                                                                        |
| 14-10-2021                                                             | Manaus                                                                 | Brasile                                                                | 4 – 1                                                                  | Uruguay                                                                | Qual. Mondiali 2022                                                    | -                                                                      | 61’                                                                    |
| 11-11-2021                                                             | San Paolo                                                              | Brasile                                                                | 1 – 0                                                                  | Colombia                                                               | Qual. Mondiali 2022                                                    | 1                                                                      | 82’                                                                    |
| 16-11-2021                                                             | San Juan                                                               | Argentina                                                              | 0 – 0                                                                  | Brasile                                                                | Qual. Mondiali 2022                                                    | -                                                                      | 33’ 46’                                                                |
| 1-2-2022                                                               | Belo Horizonte                                                         | Brasile                                                                | 4 – 0                                                                  | Paraguay                                                               | Qual. Mondiali 2022                                                    | -                                                                      | 82’                                                                    |
| 24-3-2022                                                              | Rio de Janeiro                                                         | Brasile                                                                | 4 – 0                                                                  | Cile                                                                   | Qual. Mondiali 2022                                                    | -                                                                      | 21’ 63’                                                                |
| 29-3-2022                                                              | La Paz                                                                 | Bolivia                                                                | 0 – 4                                                                  | Brasile                                                                | Qual. Mondiali 2022                                                    | 1                                                                      | 80’                                                                    |
| 2-6-2022                                                               | Seul                                                                   | Corea del Sud                                                          | 1 – 5                                                                  | Brasile                                                                | Amichevole                                                             | -                                                                      | 81’                                                                    |
| 6-6-2022                                                               | Tokyo                                                                  | Giappone                                                               | 0 – 1                                                                  | Brasile                                                                | Amichevole                                                             | -                                                                      | 75’                                                                    |
| 23-9-2022                                                              | Le Havre                                                               | Brasile                                                                | 3 – 0                                                                  | Ghana                                                                  | Amichevole                                                             | -                                                                      | 79’                                                                    |
| 27-9-2022                                                              | Parigi                                                                 | Brasile                                                                | 5 – 1                                                                  | Tunisia                                                                | Amichevole                                                             | -                                                                      | 46’                                                                    |
| 24-11-2022                                                             | Lusail                                                                 | Brasile                                                                | 2 – 0                                                                  | Serbia                                                                 | Mondiali 2022 - 1º turno                                               | -                                                                      | 75’                                                                    |
| 28-11-2022                                                             | Doha                                                                   | Brasile                                                                | 1 – 0                                                                  | Svizzera                                                               | Mondiali 2022 - 1º turno                                               | -                                                                      | 46’                                                                    |
| 5-12-2022                                                              | Doha                                                                   | Brasile                                                                | 4 – 1                                                                  | Corea del Sud                                                          | Mondiali 2022 - Ottavi di finale                                       | 1                                                                      |                                                                        |
| 9-12-2022                                                              | Al Rayyan                                                              | Croazia                                                                | 1 – 1 dts (4 – 2 dtr)                                                  | Brasile                                                                | Mondiali 2022 - Quarti di finale                                       | -                                                                      | 106’                                                                   |
| 25-3-2023                                                              | Tangeri                                                                | Marocco                                                                | 2 – 1                                                                  | Brasile                                                                | Amichevole                                                             | -                                                                      | 85’                                                                    |
| 17-6-2023                                                              | Cornellà de Llobregat                                                  | Brasile                                                                | 4 – 1                                                                  | Guinea                                                                 | Amichevole                                                             | -                                                                      | 21’ 65’                                                                |
| 20-6-2023                                                              | Lisbona                                                                | Brasile                                                                | 2 – 4                                                                  | Senegal                                                                | Amichevole                                                             | 1                                                                      | 74’                                                                    |
| 23-3-2024                                                              | Londra                                                                 | Inghilterra                                                            | 0 – 1                                                                  | Brasile                                                                | Amichevole                                                             | -                                                                      | 34’ 71’                                                                |
| 26-3-2024                                                              | Madrid                                                                 | Spagna                                                                 | 3 – 3                                                                  | Brasile                                                                | Amichevole                                                             | 1                                                                      | 58’                                                                    |
| 8-6-2024                                                               | College Station                                                        | Messico                                                                | 2 – 3                                                                  | Brasile                                                                | Amichevole                                                             | -                                                                      | 61’                                                                    |
| 12-6-2024                                                              | Orlando                                                                | Stati Uniti                                                            | 1 – 1                                                                  | Brasile                                                                | Amichevole                                                             | -                                                                      | 65’                                                                    |
| 24-6-2024                                                              | Inglewood                                                              | Brasile                                                                | 0 – 0                                                                  | Costa Rica                                                             | Coppa America 2024 - 1º turno                                          | -                                                                      |                                                                        |
| 28-6-2024                                                              | Paradise                                                               | Paraguay                                                               | 1 – 4                                                                  | Brasile                                                                | Coppa America 2024 - 1º turno                                          | 1                                                                      | 70’ 79’                                                                |
| 2-7-2024                                                               | Santa Clara                                                            | Brasile                                                                | 1 – 1                                                                  | Colombia                                                               | Coppa America 2024 - 1º turno                                          | -                                                                      | 46’                                                                    |
| 6-7-2024                                                               | Paradise                                                               | Uruguay                                                                | 0 – 0 (4 – 2 dtr)                                                      | Brasile                                                                | Coppa America 2024 - Quarti di finale                                  | -                                                                      | 39’ 81’                                                                |
| 6-9-2024                                                               | Curitiba                                                               | Brasile                                                                | 1 – 0                                                                  | Ecuador                                                                | Qual. Mondiali 2026                                                    | -                                                                      | 74’                                                                    |
| 10-9-2024                                                              | Asunción                                                               | Paraguay                                                               | 1 – 0                                                                  | Brasile                                                                | Qual. Mondiali 2026                                                    | -                                                                      | 45+5’ 79’                                                              |
| 10-10-2024                                                             | Santiago del Cile                                                      | Cile                                                                   | 1 – 2                                                                  | Brasile                                                                | Qual. Mondiali 2026                                                    | -                                                                      | 3’ 46’                                                                 |
| 14-11-2024                                                             | Maturin                                                                | Venezuela                                                              | 1 – 1                                                                  | Brasile                                                                | Qual. Mondiali 2026                                                    | -                                                                      | 68’                                                                    |
| 19-11-2024                                                             | Salvador                                                               | Brasile                                                                | 1 – 1                                                                  | Uruguay                                                                | Qual. Mondiali 2026                                                    | -                                                                      | 86’ 89’                                                                |
| Totale                                                                 |                                                                        | Presenze                                                               | 55                                                                     |                                                                        | Reti                                                                   | 11                                                                     |                                                                        |

## Palmarès

### Club

#### Competizioni statali
- Campionato Carioca: 1

Flamengo: 2017

#### Competizioni internazionali
- UEFA Conference League: 1

West Ham: 2022-2023

### Nazionale
- Coppa America: 1

Brasile 2019

### Individuale
- Squadra della stagione della UEFA Europa Conference League: 1

2022-2023